# ليه باري
ليه باري (بالإنجليزية: Les Parry)‏ هو مدرب كرة قدم ولاعب كرة قدم بريطاني، ولد في 27 نوفمبر 1957 في بيركنهيد ‏ في المملكة المتحدة. لعب مع نادي ترانمير روفرز.

## وصلات خارجية
- ليه باري على موقع Soccerbase.com (مدرب) (الإنجليزية)